# Giovanni Mirabassi
Giovanni Mirabassi (* 4. Mai 1970 in Perugia) ist ein italienischer Jazz-Pianist und Komponist.

## Leben und Wirken
Mirabassi ist Autodidakt; frühe Einflüsse waren die Schallplatten von Bud Powell, Art Tatum, Oscar Peterson und Jaki Byard, schließlich Bill Evans, Kenny Barron, Chick Corea und Keith Jarrett sowie der römische Pianist Enrico Pieranunzi. Mit 17 Jahren erhielt er die Möglichkeit, Chet Baker bei einem Auftritt in Perugia zu begleiten. Zwei Jahre später ging er mit Steve Grossman auf eine landesweite Tournee. 1992 zog er nach Paris, wo mehrere italienische Jazzmusiker, darunter Stefano Di Battista, Paolo Fresu und Flavio Boltro arbeiteten. Hier hatte er Unterricht bei Aldo Ciccolini. Er spielte in Clubs mit Pariser Musikern, vor allem mit Chansonniers, die ihm auch erste professionelle Engagements vermittelten.
1994 gründete er mit Alain Raman am Bass und Xavier Frathely am Schlagzeug das Panta Rei Trio. Zugleich arbeitete er in der Chansonszene sowohl als Musiker als auch als Komponist; er wirkte an dem Album der Sängerin Agnès Bihl La Terre est blonde mit und arbeitete mit Nicolas Reggiani (Sänger/Schauspieler und Enkel von Serge Reggiani) bei dem  2003 eingespielten Léo en toure liberté, ein Album mit bislang unveröffentlichten Liedern von Léo Ferré
 1996 nahm er mit dem Bassisten Pierre-Stéphane Michel und Flavio Boltro an der Trompete unter dem Bandnamen Dyade das Album En bonne et due forme, das ihm den Grand Prix und eine Auszeichnung als bester Solist bei den internationalen Jazz-Tagen in Avignon einbrachte. Fortan arbeitete er als Bandleader; mit Louis Moutin (Schlagzeug) und Daniele Mencarelli (Bass). Daneben wirkte er an Gabriele Mirabassis Cambaluc mit Richard Galliano und Riccardo Tesi mit; 1998 nahm Mirabassi mit seinem neuen Trio das Album Architectures auf dem Label Sketch auf. 2001 folgte das Soloalbum Avanti, einer Sammlung von politischen Liedern und Revolutionshymnen von Hasta Siempre über Le chant des Partisans bis John Lennons Imagine, die Mirabassi in einen Jazz-Kontext übertrug.

Außerdem arbeitete er für das Album Dreadlines (2002) mit dem polnischen Pianisten Andrzej Jagodziński zusammen; die gemeinsamen Alben Giovanni Mirabassi & Andrzej Jagodzinski Trio (2003) und C-Moll (2005) stießen zuvor bereits in Japan auf großes Interesse und gehörten dort zu den bestverkauften Tonträgern. 2003 entstand mit dem Posaunisten Glenn Ferris und dem Trompeter Flavio Boltro das Album ((Air)). Mit der Gruppe von Tim Whitehead ging er 2005 auf Tournee; dabei entstand das gemeinsame Album Lucky Boys. 2007 nahm Mirabassi  das Album Artero Brel auf, mit Interpretationen französischer Chanson-Klassiker von Serge Gainsbourg bis Jacques Brel; 2008 spielte Mirabassi Terra Furiosa in klassischer Trio-Formation ein; begleitet wurde er von dem  Schlagzeuger Leon Parker und dem Kontrabassisten Gianluca Renzi.
Mirabassi betätigte sich als Komponist von Chansons und  Filmmusiken; er schrieb die Musik für den Kurzfilm Schwestern.

## Diskographische Hinweise
- Dyade – En bonne et due forme (1996)
- Architectures (Sketch, 1998)
- Avanti! (Sketch, 2000) solo
- Da Vivo! (Sketch, 2001) Trio
- ((air)) (Stetch, 2003) mit Glenn Ferris, Flavio Boltro
- Prima o poi (2005)
- Cantopiano (2006)
- Terra Furiosa (2008)
- Adelante (Discograph, 2011)
- Viva Verdi  (CAM Jazz, 2012)
- No Way Out (CAM, 2015)
- Live in Germany (2017)
- Summer's Gone (CAMJazz, 2018)
- Improkofiev (2020), mit Stephane Spira